# 군산제일중학교 축구부
군산제일중학교 축구부는 전라북도 군산시에 위치한 군산제일중학교의 축구부이다. 군산제일중학교가 운영하는 축구부로 1978년에 창단하였다.  2016년 9월 대회 참가 이후 해체 결정되었다.

## 같이 보기
- 군산제일중학교